# Transgrancanaria
La Transgrancanaria es una ultramaratón de montaña que se celebra anualmente en la isla de Gran Canaria, Islas Canarias (España), desde octubre de 2003. Es una de las carreras de trail running más prestigiosas y exigentes del mundo, atrayendo a corredores de élite de diversas nacionalidades.

## Descripción
La Transgrancanaria consiste en un recorrido a pie que atraviesa la isla de Gran Canaria, con salida habitual en la zona norte y meta en el sur. La organización, Arista Eventos, establece varios puntos de control y avituallamiento a lo largo del trayecto, donde los participantes pueden reponer fuerzas con alimentos y bebidas. Además, se proporciona asistencia médica en caso de necesidad.

## Recorrido
El recorrido de la Transgrancanaria ha variado a lo largo de los años, pero mantiene su esencia de cruzar la isla, combinando tramos técnicos de montaña con zonas más rápidas. En 2014, se realizó un cambio significativo, trasladando la logística principal al sur de la isla, con la meta ubicada frecuentemente cerca del Faro de Maspalomas. El recorrido suele incluir el paso por lugares emblemáticos de Gran Canaria como el Pico de las Nieves, Roque Nublo y diversos senderos y barrancos.

## Modalidades
La Transgrancanaria ofrece diversas modalidades para adaptarse a diferentes niveles de experiencia y preparación física:
- Classic (anteriormente conocida como Transgrancanaria): La prueba reina, con una distancia aproximada de 126 km y un desnivel positivo considerable (alrededor de 7.000 metros).[6] Es puntuable para el Ultra-Trail du Mont-Blanc.
- Advanced: Con alrededor de 80 km y un desnivel positivo cercano a los 4.500 metros.[6]
- Maratón: La distancia clásica de maratón (42 km), pero con el desnivel propio de la orografía de Gran Canaria.
- Starter: Una modalidad más corta, de unos 24-30 km, ideal para iniciarse en las carreras de montaña.
- KV El Gigante: Un Kilómetro Vertical. Ascenso explosivo y técnico.
- Promo: La distancia más corta (alrededor de 15 km), pensada para principiantes o para quienes prefieren una experiencia menos exigente.

## Historia
La Transgrancanaria nació en octubre de 2003, con el objetivo de mostrar la belleza y los contrastes de Gran Canaria a través de una carrera de montaña. Desde sus inicios, ha crecido en participación y prestigio, convirtiéndose en un evento de referencia internacional.
Durante varios años, la prueba estuvo patrocinada por The North Face, adoptando el nombre de "The North Face Transgrancanaria". Aunque la marca ya no es el patrocinador principal, su nombre sigue estando fuertemente asociado al evento.
La Transgrancanaria forma parte del circuito World Trail Majors.
En los últimos años Joma se ha convertido en el patrocinador técnico de la prueba.

## Corredores Destacados
La Transgrancanaria ha contado con la participación de algunos de los mejores corredores de montaña del mundo, tanto hombres como mujeres.  Entre ellos, destacan nombres como:
- Pau Capell (ganador en varias ediciones)[10]
- Azara García (ganadora en varias ediciones)[10]
- Courtney Dauwalter (ganadora y recordwoman)[11]
- Sebastien Chaigneau
- Ryan Sandes
- Núria Picas
- Fernanda Maciel
- Marco Olmo
- Lizzy Hawker
- Miguel Heras
- Albert Martínez (top 10 en 2025)[12]
- Caleb Olson (ganador y recordman en 2025)[11]
- Henriette Albon (ganadora en 2025)[13]

## Impacto Local
La Transgrancanaria no solo es un evento deportivo, sino que también tiene un impacto significativo en la economía y la promoción turística de Gran Canaria.  Atrae a miles de participantes y acompañantes, generando ocupación hotelera y consumo en restaurantes y comercios locales. Además, la carrera sirve como escaparate para mostrar los paisajes y la cultura de la isla a nivel internacional. Sin embargo, hay quejas de algunos sectores y residentes locales, que se refieren a "la pesadez" de la carrera.